# Гожень-Дольни
Гожень-Дольни (пол. Gorzeń Dolny) — село в Польщі, у гміні Вадовиці Вадовицького повіту Малопольського воєводства.
Населення — 470 осіб (2011).

## Історія
У 1975-1998 роках село належало до Бельського воєводства, підпорядковувалося районній адміністрації у Вадовицях.

## Демографія
Демографічна структура станом на 31 березня 2011 року:
|          | Загалом | Допрацездатний вік | Працездатний вік | Постпрацездатний вік |
| -------- | ------- | ------------------ | ---------------- | -------------------- |
| Чоловіки | 237     | 62                 | 142              | 33                   |
| Жінки    | 233     | 40                 | 138              | 55                   |
| Разом    | 470     | 102                | 280              | 88                   |